# 班克斯 (澳大利亞國會選區)
班克斯選區（英語：Division of Banks）是澳大利亞新南威爾斯州的下議院選區，位於悉尼市中心西南、植物灣西岸。面積49平方公里。
選區始於1949年。選區名紀念與曾參與詹姆斯·庫克航行並發現桉樹和金合歡的科學家若瑟·班克斯。本區一直是工黨佔優的選區。1990年以來當區的議員是戴瑞爾·麥蘭。